# Línea 669A (Interurbanos Madrid)
La línea 669A de la red de autobuses interurbanos de Madrid une la estación de autobuses de San Lorenzo de El Escorial con Fresnedillas de la Oliva y Navalagamella.

## Características
Esta línea une los municipios arriba citados, en un trayecto de 45 minutos de duración entre cabeceras.
Siguiendo la numeración de líneas del CRTM, las líneas que circulan por el corredor 6 son aquellas que dan servicio a los municipios situados en torno a la A-6 y comienzan con un 6. Aquellas numeradas dentro de la decena 660 corresponden a aquellas que circulan por San Lorenzo de El Escorial.
Está operada por la empresa ALSA mediante la concesión administrativa VCM-607 - Madrid – San Lorenzo de El Escorial (Viajeros Comunidad de Madrid) del Consorcio Regional de Transportes de Madrid.

## Horarios
| Lunes a viernes laborables                      |
| A 9:30* - 12:15* - 15:00 - 17:15*               |
| Sábados laborables, domingos y festivos         |
| A 8:30** - 12:00** - 16:00** - 21:00**          |
| *Sólo hasta Fresnedillas **Sólo hasta Zarzalejo |

| Lunes a viernes laborables                                                                                                 |
| A 6:45v - 10:45* - 13:30*n - 13:50*l - 16:30 - 18:30*                                                                      |
| Sábados laborables, domingos y festivos                                                                                    |
| A 9:15** - 13:00** - 16:45** - 21:45**                                                                                     |
| vProcede de Valdemorillo 10 minutos antes *Sólo desde Fresnedillas nDías no lectivos lDías lectivos **Sólo desde Zarzalejo |

## Recorrido y paradas

### Sentido Fresnedillas - Navalagamella
| Código                                                                            | Parada                                              | Común con                       | Conexiones con Cercanías | Municipio                  | Zona |
| --------------------------------------------------------------------------------- | --------------------------------------------------- | ------------------------------- | ------------------------ | -------------------------- | ---- |
| Paradas comunes para todas las expediciones:                                      |                                                     |                                 |                          |                            |      |
| 10185                                                                             | Estación de autobuses de San Lorenzo de El Escorial | 640 660 661 664 665 666 667 669 |                          | San Lorenzo de El Escorial |      |
| 10212                                                                             | Juan de Toledo - Codolosa                           | 640 660 664 669 2 4             |                          | San Lorenzo de El Escorial |      |
| 10213                                                                             | Juan de Toledo - Biblioteca                         | 640 660 664 669 2 4             |                          | San Lorenzo de El Escorial |      |
| 11530                                                                             | Ctra. M-600 - Urb. Jardín de Reyes                  | 640 660 664 669 2 4             |                          | San Lorenzo de El Escorial |      |
| 10214                                                                             | Ctra. M-600 - Urb. Monte Escorial                   | 640 660 664 669 2 3 4           |                          | San Lorenzo de El Escorial |      |
| 11026                                                                             | Hospital El Escorial                                | 640 660 669 2 3 4               |                          | San Lorenzo de El Escorial |      |
| 10206                                                                             | Ctra. M-600 - Urb. Monte Escorial                   | 640 660 664 669 2 3 4           |                          | San Lorenzo de El Escorial |      |
| 11528                                                                             | San Sebastián - Conde de Chinchón                   | 661 667 669 2 3                 |                          | El Escorial                |      |
| 10187                                                                             | Av. Constitución - Quiterio López                   | 640 661 666 667 669 2 3         |                          | El Escorial                |      |
| 11526                                                                             | Av. Constitución - Alfonso XII                      | 640 661 666 667 669 2 3         |                          | El Escorial                |      |
| 12163                                                                             | Ctra. M-600 - Urb. Pinosol                          | 666 669                         |                          | El Escorial                |      |
| 12639                                                                             | Ctra. M-533 - Urb. El Alcor                         | 666 669                         |                          | El Escorial                |      |
| 11533                                                                             | Ctra. M-533 - Peralejo                              | 666                             |                          | El Escorial                |      |
| 15598                                                                             | Ctra. M-533 - Estación de Zarzalejo                 | 666                             | Zarzalejo                | Zarzalejo                  |      |
| 12159                                                                             | Ctra. M-533 - Casa de la Cultura                    | 666                             |                          | Zarzalejo                  |      |
| 15600                                                                             | Ctra. M-533 - Pza. de Las Eras                      | 666                             |                          | Zarzalejo                  |      |
| 18211                                                                             | Ctra. M-533 - Piscina Municipal                     | 666                             |                          | Zarzalejo                  |      |
| 16299                                                                             | Ctra. M-533 - Felipe Preciado                       | 666                             |                          | Zarzalejo                  |      |
| 18558                                                                             | Ctra. M-533 - Flor                                  | 666                             |                          | Zarzalejo                  |      |
| 18560                                                                             | Ctra. M-533 - Caño Nuevo                            | 666                             |                          | Zarzalejo                  |      |
| Paradas de las expediciones con destino Fresnedillas de la Oliva o Navalagamella: |                                                     |                                 |                          |                            |      |
| 10264                                                                             | Ctra. M-533 - Molino                                | 666                             |                          | Zarzalejo                  |      |
| 18210                                                                             | Ctra. M-533 - Piscina Municipal                     | 666                             |                          | Zarzalejo                  |      |
| 15601                                                                             | Ctra. M-533 - Pza. Las Eras                         | 666                             |                          | Zarzalejo                  |      |
| 12158                                                                             | Ctra. M-533 - Casa de la Cultura                    | 666                             |                          | Zarzalejo                  |      |
| 15599                                                                             | Ctra. M-533 - Estación de Zarzalejo                 | 666                             | Zarzalejo                | Zarzalejo                  |      |
| 16589                                                                             | Ctra. M-532 - Urb. Peña Rosal                       |                                 |                          | Fresnedillas de la Oliva   |      |
| 12804                                                                             | Ctra. M-532 - Fuentelámparas                        |                                 |                          | Fresnedillas de la Oliva   |      |
| 12807                                                                             | Ctra. M-532 - Depósitos                             |                                 |                          | Fresnedillas de la Oliva   |      |
| 09330                                                                             | Real - Iglesia                                      | 645                             |                          | Fresnedillas de la Oliva   |      |
| 20512                                                                             | Real - Pza. Centenario Adriana de la Peña           |                                 |                          | Fresnedillas de la Oliva   |      |
| 20510                                                                             | Caños - Hoyuelas                                    |                                 |                          | Fresnedillas de la Oliva   |      |
| 20514                                                                             | Fuente La Zorra - Ctra. de Navalagamella            |                                 |                          | Fresnedillas de la Oliva   |      |
| Paradas de las expediciones con destino Navalagamella:                            |                                                     |                                 |                          |                            |      |
| 12515                                                                             | Ctra. M-521 - Cementerio                            | 645                             |                          | Fresnedillas de la Oliva   |      |
| 12517                                                                             | Ctra. M-521 - C.º Degollados                        | 645                             |                          | Fresnedillas de la Oliva   |      |
| 09956                                                                             | Ctra. M-510 - Solana                                | 642 645                         |                          | Navalagamella              |      |

### Sentido San Lorenzo de El Escorial
| Código                                                                                            | Parada                                              | Común con                       | Conexiones con Cercanías | Municipio                  | Zona |
| ------------------------------------------------------------------------------------------------- | --------------------------------------------------- | ------------------------------- | ------------------------ | -------------------------- | ---- |
| Parada de las expediciones con inicio en Valdemorillo:                                            |                                                     |                                 |                          |                            |      |
| 20874                                                                                             | San Juan - Fábrica de Harinas                       | 630 641 642 669                 |                          | Valdemorillo               |      |
| 20875                                                                                             | La Paz - Centro de Salud                            | 630 641 642 669                 |                          | Valdemorillo               |      |
| 20876                                                                                             | Nava - Pza. Cristo                                  | 630 641 642 669                 |                          | Valdemorillo               |      |
| Paradas de las expediciones con inicio en Navalagamella ó Valdemorillo:                           |                                                     |                                 |                          |                            |      |
| 09854                                                                                             | Ctra. M-510 - Solana                                | 642 645                         |                          | Navalagamella              |      |
| 12516                                                                                             | Ctra. M-521 - Cañada                                | 645                             |                          | Fresnedillas de la Oliva   |      |
| 12514                                                                                             | Ctra. M-521 - Cementerio                            | 645                             |                          | Fresnedillas de la Oliva   |      |
| Paradas de las expediciones con inicio en Fresnedillas de la Oliva, Navalagamella ó Valdemorillo: |                                                     |                                 |                          |                            |      |
| 20513                                                                                             | Fuente La Zorra - Víctimas del Terrorismo           |                                 |                          | Fresnedillas de la Oliva   |      |
| 20511                                                                                             | Caños - Hoyuelas                                    |                                 |                          | Fresnedillas de la Oliva   |      |
| 09328                                                                                             | Ctra. M-532 - Biblioteca                            |                                 |                          | Fresnedillas de la Oliva   |      |
| 09331                                                                                             | Real - Iglesia                                      | 645                             |                          | Fresnedillas de la Oliva   |      |
| 12806                                                                                             | Ctra. M-532 - Depósitos                             |                                 |                          | Fresnedillas de la Oliva   |      |
| 12805                                                                                             | Ctra. M-532 - Fuentelámparas                        |                                 |                          | Fresnedillas de la Oliva   |      |
| 16590                                                                                             | Ctra. M-532 - Urb. Peña Rosal                       |                                 |                          | Fresnedillas de la Oliva   |      |
| 15598                                                                                             | Ctra. M-533 - Estación de Zarzalejo                 | 666                             | Zarzalejo                | Zarzalejo                  |      |
| 12159                                                                                             | Ctra. M-533 - Casa de la Cultura                    | 666                             |                          | Zarzalejo                  |      |
| 15600                                                                                             | Ctra. M-533 - Pza. de Las Eras                      | 666                             |                          | Zarzalejo                  |      |
| 18211                                                                                             | Ctra. M-533 - Piscina Municipal                     | 666                             |                          | Zarzalejo                  |      |
| 16299                                                                                             | Ctra. M-533 - Felipe Preciado                       | 666                             |                          | Zarzalejo                  |      |
| 18558                                                                                             | Ctra. M-533 - Flor                                  | 666                             |                          | Zarzalejo                  |      |
| Paradas comunes para todas las expediciones:                                                      |                                                     |                                 |                          |                            |      |
| 18560                                                                                             | Ctra. M-533 - Caño Nuevo                            | 666                             |                          | Zarzalejo                  |      |
| 10264                                                                                             | Ctra. M-533 - Molino                                | 666                             |                          | Zarzalejo                  |      |
| 18210                                                                                             | Ctra. M-533 - Piscina Municipal                     | 666                             |                          | Zarzalejo                  |      |
| 15601                                                                                             | Ctra. M-533 - Pza. Las Eras                         | 666                             |                          | Zarzalejo                  |      |
| 12158                                                                                             | Ctra. M-533 - Casa de la Cultura                    | 666                             |                          | Zarzalejo                  |      |
| 15599                                                                                             | Ctra. M-533 - Estación de Zarzalejo                 | 666                             | Zarzalejo                | Zarzalejo                  |      |
| 11532                                                                                             | Ctra. M-533 - Peralejo                              | 666                             |                          | El Escorial                |      |
| 12982                                                                                             | Ctra. M-533 - Urb. El Alcor                         | 666                             |                          | El Escorial                |      |
| 12164                                                                                             | Ctra. M-600 - Urb. Pinosol                          | 666 669                         |                          | El Escorial                |      |
| 11525                                                                                             | Av. Constitución - Madrid                           | 640 661 666 667 669 2 3         |                          | El Escorial                |      |
| 10183                                                                                             | Av. Constitución - Francisco Valiño                 | 640 661 666 667 669 2 3         |                          | El Escorial                |      |
| 11527                                                                                             | San Sebastián - Cardenal Cisneros                   | 661 667 669 2 3                 |                          | El Escorial                |      |
| 10214                                                                                             | Ctra. M-600 - Urb. Monte Escorial                   | 640 660 664 669 2 3 4           |                          | San Lorenzo de El Escorial |      |
| 11026                                                                                             | Hospital El Escorial                                | 640 660 669 2 3 4               |                          | San Lorenzo de El Escorial |      |
| 10206                                                                                             | Ctra. M-600 - Urb. Monte Escorial                   | 640 660 664 669 2 3 4           |                          | San Lorenzo de El Escorial |      |
| 11531                                                                                             | Ctra. M-600 - Urb. Jardín de Reyes                  | 640 660 664 669 2               |                          | San Lorenzo de El Escorial |      |
| 10207                                                                                             | Juan de Toledo - Biblioteca                         | 640 660 664 669 2               |                          | San Lorenzo de El Escorial |      |
| 10208                                                                                             | Juan de Toledo - Velázquez                          | 640 660 664 669 2               |                          | San Lorenzo de El Escorial |      |
| 10185                                                                                             | Estación de autobuses de San Lorenzo de El Escorial | 640 660 661 664 665 666 667 669 |                          | San Lorenzo de El Escorial |      |